# Biełyj płaszczik
Biełyj płaszczik (ros. Белый плащик) – pierwszy singel zespołu t.A.T.u. promujący trzeci rosyjskojęzyczny album Wiesiołyje ułybki. Premiera teledysku miała miejsce 29 listopada 2007 na antenie MTV Russia.
Polska premiera odbyła się 8 lutego 2008 na platformie Teledyski.Onet.pl, gdzie klip zadebiutował na 1. miejscu. W polskiej telewizji klip pojawił się kilkanaście dni później – 20 lutego (był to jednocześnie dzień 23. urodzin wokalistki t.A.T.u. – Julii). Początkowo MTV Polska i VIVA Polska uznały, że wideo jest zbyt kontrowersyjne i nie trafi na antenę, po kilku dniach, gdy o decyzji kanałów doniosły inne media (w tym Onet.pl oraz szereg portali o tematyce muzycznej), MTV Networks Polska zmieniło zdanie, o czym poinformowano w komunikacie prasowym.

## Wideoklip
Wideo nagrano w październiku, kiedy Julija Wołkowa była w szóstym miesiącu ciąży. Wokalistka wcieliła się w rolę ciężarnej lesbijki, na którą zapada wyrok śmierci. Panią generał dokonującą egzekucji została druga wokalistka grupy – Lena Katina.
Całość miała premierę 29 listopada 2007 na antenie rosyjskiego oddziału MTV. Teledysk nawiązuje do czasów wojennych, ale pojawiają się tu przede wszystkim nawiązania do XXI wieku. Grupa na swojej stronie internetowej napisała, że wszelkie podobieństwa do jakichkolwiek mundurów i sytuacji są przypadkowe.
Oprócz MTV promocją wideo wyświetlała stacja Music Box Russia. Wiele telewizji oraz niektóre stacje radiowe zdecydowały się nie emitować singla, argumentując to kontrowersyjnym tekstem utworu i zbyt ostrym teledyskiem. Takie działanie odbiło się w notowaniach – Biełyj płaszczik doszedł zaledwie do 97 miejsca w Russian Airplay Charts. Dopiero po kilku tygodniach od premiery niektóre z pozostałych stacji muzycznych zaczęły promować utwór.
Poza Rosją klip można oglądać na Ukrainie (MTV Ukraine), w Polsce (MTV Polska, VIVA Polska) i w Bułgarii (MAD TV).

## CD-singel

### Rosja
W maju oficjalnie został wydany maxi-singel, na którym oprócz tytułowego utworu znajduje się także piosenka 220, która jako druga promuje album, oraz angielska wersja pt. White Robe. Krążek można nabyć za pośrednictwem oficjalnego sklepu internetowego t.A.T.u. oraz w punktach z płytami wytwórni SOYUZ, która jest dystrybutorem wyprodukowanego przez T.A. Music materiału.
CD
1. Beliy Plaschik
2. White Robe
3. Beliy Plaschik (Plant of Nothing remix)
4. Beliy Plaschik (No Mercy remix)
5. Beliy Plaschik (Marsiano remix)
6. Beliy Plaschik (House of Robots remix)
7. Beliy Plaschik (Astero remix)
8. 220

DVD
1. Beliy Plaschik (wersja TV)
2. Beliy Plaschik (wersja bez cenzury)
3. Beliy Plaschik („making of video”)
4. Beliy Plaschik (zdjęcia)
5. Beliy Plaschik (sample)
6. Dzwonki na komórkę

### Polska
Oficjalnie w Polsce nie wydano utworu ani jako cd-singla, ani jako promo-cd, mimo to piosenka trafiła do oficjalnej sprzedaży poprzez składankę MTV Summer Hits 2008, wydaną przez polski oddział MTV. Kompilacja zawiera największe przeboje wakacji znane z anteny stacji („Biełyj płaszczik” przez 3 miesiące znajdował się w czołówce listy przebojów MTV Polska)

## Remiksy utworu
- Beliy Plaschik (Plant Of Nothing By Slowman) 4:05
- Beliy Plaschik (No Mercy Remix By Slowman) 5:36
- Beliy Plaschik (Marsiano By Slowman) 4:56
- Beliy Plaschik (House Of Robots Remix By Slowman) 4:36
- Beliy Plaschik (Astero Remix By Alex Astero) 3:04
- Beliy Plaschik (DJ Stately Strong Remix) 3:38
- Beliy Plaschik (Tim’s Extended Edit) 4:39
- Beliy Plaschik (MZ Electronic Mix) 3:10
- Beliy Plaschik (Hardcandy Remix) 3:32
- Beliy Plaschik (Sam998899's Plastic Club) 6:38
- Beliy Plaschik (Sam998899's Plastic Edit) 4:00
- Beliy Plaschik (Sam998899's Plastic Instrumental Edit) 4:00

## Notowania
| Główne listy                      | Pozycja |
| Polska – Airplay                  | 22      |
| Rosja – Airplay Chart             | 97      |
| Rosja – Billboard (sprzedaż płyt) | 15      |
| Pozostałe listy                   |         |
| MTV Russia – Top 10               | 2       |
| MTV Ukraine – Top 20              | 11      |
| MTV Polska – Maxxx Hits           | 1       |
| MTV Europe – World Chart Express  | 6       |
| MTV Baltic – World Chart Express  | 1       |
| VIVA Polska – Net Charts          | 2       |
| VIVA Polska – Ringtone Chart      | 5       |
| MAD TV Bulgaria – Top 50          | 2       |
| Teledyski.Onet.pl                 | 1       |
| Rosja – YouTube.com               | 1       |
| Rosja – Audience choice           | 7       |
| MTV Russia – klip 2007 roku       | 2       |